# Jan Jindra
Jan Jindra (Třeboň, 1932. március 6. – 2021. szeptember 20.) olimpiai és Európa-bajnok cseh evezős.

## Pályafutása
Az 1952-es helsinki olimpián kormányos négyesben olimpiai bajnok, az 1960-as római olimpián nyolcasban bronzérmes lett. Az Európa-bajnokságokon két arany-, egy ezüst- és két bronzérmet szerzett.

## Sikerei, díjai
- Olimpiai játékok
  - aranyérmes: 1952, Helsinki (kormányos négyes)
  - bronzérmes: 1960, Róma (nyolcas)
- Európa-bajnokság
  - aranyérmes: 1953, 1956
  - ezüstérmes: 1959
  - bronzérmes: 1954, 1957